# Nachal Adarim
Nachal Adarim (hebrejsky נחל עדרים) je vádí v jižním Izraeli, v centrální části Negevské pouště.
Začíná v pouštní krajině v nadmořské výšce necelých 600 metrů severně od města Dimona v pohoří Harej Dimona. Směřuje pak k severu. Z východu míjí beduínské město Ar'ara ba-Negev, podchází těleso dálnice číslo 80. Zprava přijímá vádí Nachal Izim a stáčí se k severozápadu. Vede podél jižního okraje letecké základny Nevatim. Od jihu sem zleva přitéká vádí Nachal Tale a také vádí Nachal Aro'er. Zleva ústí do vádí Nachal Be'erševa.